# Кулачиков, Серафим Романович
Серафим Романович Кулачиков (псевдоним Элляй; 29 ноября 1904, на тер. будущего Амгинского наслега — 14 декабря 1976, Якутск) — якутский советский поэт, переводчик. Народный поэт Якутии.

## Биография
Творческую деятельность начал с 1924 года: переводил на якутский язык русские революционные песни.
1928 год — окончил Государственный институт журналистики (ГИЖ) при Наркомпросе РСФСР, работал в редакциях якутских газет.
1942—1944 гг. — участник боевых действий в период Великой Отечественной войны: в 1944 году был демобилизован после тяжёлого ранения.
С 1946 года член КПСС.
В 1955 году стал депутатом Верховного Совета ЯАССР.
1964 год — присвоено звание народного поэта Якутской АССР.
Похоронен в Якутске на Маганской горе.

## Творчество
Наряду с советско-идеологической тематикой использовал в своих произведениях мотивы устного народного творчества.
Одну из своих поэм («Прометей») посвятил Н. Г. Чернышевскому, который в 1871—1873 гг. находился в ссылке в городе Вилюйске. Следует отметить творческий интерес поэта к украинскому литературному наследию: об этом говорит поэма «Друг народа», повествующая о Павле Грабовском (1864—1902), которому отбываемое каторжное наказание было заменено ссылкой-поселением в «отдаленнейшие места Сибири»: в Якутской области (Вилюйск), а с 1896 года — в Якутске. Интересными также представляются с культурологической точки зрения переводы Кулачикова-Элляя отдельных произведений Тараса Шевченко.

## Награды и премии
- Был награждён орденами Октябрьской Революции, Трудового Красного Знамени, Дружбы народов, «Знак Почёта» и медалями.
- Лауреат премии Ленинского комсомола Якутии.

## Память
Его именем названа одна из улиц города Якутска и Чычымахская средняя школа Таттинского улуса.

#### Труды, посвящённые творчеству поэта
- Копырин Николай Захарович. Поэзия Элляя. — Якутск: Якуткнигоиздат, 1964. — 175 с.
- Копырин Николай Захарович. Поэзия Серафима Романовича Кулачикова — Элляя. Автореферат дисс. на соискание учён. степени канд. Филол. наук.. — Уфа, 1966. — 19 с.
- Вопросы творчества Элляя: [Сб. статей] / АН СССР, Сиб отделение, Якут. фил. Ин-т. яз. лит. и истории / Тобуроков Н. Н.. — Якутск: АН СССР, Сиб отделение, Якут. фил. Ин-т. яз. лит. и истории, 1978. — 10 с.
- Алексеев Н. М. С. Р. Кулачиков (Элляй). Указ. литературы. — Якутск: Гослитиздат АН ССР, тип. ЛУРПа, 1979. — 9 с.